# Jacques Jullien
Jacques André Marie Jullien (* 7. Mai 1929 in Brest; † 10. Dezember 2012 in Rennes) war  Erzbischof von Rennes.

## Leben
Jacques Jullien empfing am 3. April 1954 die Priesterweihe. Jullien war von 1957 bis 1969 Professor für Moraltheologie am Seminar von Quimper. Er war 1962 als Berater des Bischofs von Quimper et Léon, André Fauvel, Teilnehmer der ersten Sitzungsperiode des Zweiten Vatikanischen Konzils. 1969 übernahm er die Pfarrstelle Église Saint-Louis de Brest.
Papst Johannes Paul I. ernannte ihn am 20. September 1978 zum Bischof von Beauvais. Der Bischof von Quimper, Francis Jules Joseph Marie Barbu, spendete ihm am 12. November 1978 die Bischofsweihe; Mitkonsekratoren waren Jacques-Eugène-Louis Ménager, Erzbischof von Reims, und Stéphane-Émile-Alfred Desmazières, emeritierter Bischof von Beauvais.
Am 21. Mai 1984 wurde er zum Koadjutorerzbischof von Rennes ernannt. Nach der Emeritierung von Paul Kardinal Gouyon folgte er diesem am 15. Oktober 1985 im Amt des Erzbischofs von Rennes nach. In der Bischofskonferenz von Frankreich war er u. a. Vorsitzender des Ausschusses für die Familie sowie Leiter des Büros für dogmatische Angelegenheiten.
1996 wurde ihm François Saint-Macary als Koadjutor zur Seite gestellt; einem Rücktrittsgesuch aus gesundheitlichen Gründen gab Papst Johannes Paul II. am 1. September 1998 statt. Jullien starb am 10. Dezember 2012 an den Folgen der Parkinson-Krankheit.

## Schriften
- Le chrétien et la politique, 1963
- Les Chrétiens et l'État, Mame 1966, zusammen mit Pierre L'Huillier, Jacques Ellul
- La Régulation des naissances:lettre encyclique "Humanae vitae", Mame 1969
- Les Prêtres dans le combat politique, Éditions ouvrières 1972
- Recherches sur les minéralisations fluorées liées à l'évolution du bassin permo-triasique des Asturies Espagne, 1974
- L'homme debout : Une morale libératrice, notre tache devenir homme, une éthique pour des temps, Desclée De Brouwer 1980, ISBN 2-220-02268-4
- Mariage chrétien, chemin de liberté, Équipes Notre-Dame 1982, ISBN 2-902751-08-7
- «En paroles et en actes» - La mission au quotidien, Le Centurion 1983, ISBN 2-227-30027-2
- Le Plaisir sexuel est-il un péché ?:ouvrage collectif, G. Le Prat 1983, zusammen mit René Barjavel
- Demain la famille - Sexualite Amour Mariage Famille, Mame 1992, ISBN 2-7289-0511-8
- Les ministres ordonnee dans une eglise-communion - Les eveques de France . Bureau d'etudes doctrinales, Cerf 1993
- Lettres aux Familles, Plon 1994, ISBN 2-7289-0637-8
- Trop petit pour ta grâce, Éd. Saint-Paul 1996, ISBN 2-85049-667-7